# Dhanaura
Dhanaura es una ciudad y  municipio situada en el distrito de Amroha en el estado de Uttar Pradesh (India). Su población es de 30007 habitantes (2011). 

## Demografía
Según el censo de 2011 la población de Dhanaura era de 30007 habitantes, de los cuales 15826 eran hombres y 14181 eran mujeres. Dhanaura tiene una tasa media de alfabetización del 76,44%, superior a la media estatal del 67,68%: la alfabetización masculina es del 84,34%, y la alfabetización femenina del 67,76%.